# Silvia Panguana
Silvia Eduardo Panguana (* 16. Februar 1993 in Maputo) ist eine ehemalige mosambikanische Leichtathletin, die sich auf den 100-Meter-Hürdenlauf spezialisiert hat.

## Sportliche Laufbahn
Erste internationale Erfahrungen sammelte Silvia Panguana bei den 2010 erstmals ausgetragenen Olympischen Jugendspielen in Singapur, bei denen sie in 14,77 s den zweiten Platz im B-Finale über 100 m Hürden belegte. Im Jahr darauf gelangte sie bei den Afrikaspielen in Maputo mit 14,54 s auf den neunten Platz und 2012 nahm sie dank einer Wildcard an den Olympischen Sommerspielen in London teil und kam dort mit 14,68 s nicht über die erste Runde hinaus. 2014 gewann sie bei den Spielen der Lusofonie in Goa in 14,76 s die Bronzemedaille im Hürdenlauf hinter der Inderin Anchu Mamachan und Witiney Barata aus Angola und belegte im Weitsprung mit 5,30 m den sechsten Platz. Anschließend schied sie bei den Commonwealth Games in Glasgow mit 14,98 s in der ersten Runde über 100 m Hürden aus und im Jahr darauf kam sie bei den Afrikaspielen in Brazzaville mit 14,58 s nicht über den Vorlauf hinaus. Daraufhin beendete sie ihre aktive sportliche Karriere im Alter von 22 Jahren.

## Persönliche Bestleistungen
- 100 m Hürden: 14,35 s (+1,1 m/s), 12. Dezember 2012 in Lusaka (U20-Landesrekord)